# 倉商
倉商株式会社（くらしょう）は、1973（昭和48）年5月28日に設立された大阪府泉佐野市住吉町にある食品流通商社。大阪市西区に実質的な本社機能を構える。多数の冷凍・冷蔵倉庫を所有し、おもに水産品の流通を手がけている。
又、関連会社を通じて種々の事業へと展開しており、その内の１社である（株）シャチ殖産を通じて兵庫県佐用町にある「佐用ゴルフ倶楽部」を中心とした昴ロマンリゾートにグループとして力を入れている。2008年4月から昴ロマンリゾートは「佐用スターリゾート」へ名称が変更となった。コース内でセグウェイに乗れることが7月のニューススクランブル（読売テレビ）で放送された。

## 概要
- 本社： 大阪府泉佐野市住吉町31-1
- 資本金： 80,000千円